# El sabor de la venganza
El sabor de la venganza es una película del año 1963 del cineasta español Joaquín Luis Romero Marchent. Está enmarcada dentro del subgénero del pre-spaghetti western (o películas anteriores a Sergio Leone), y fue uno de los títulos que sentó las bases de este particular subgénero del western.

## Sinopsis
Un hombre es brutalmente asesinado por unos forajidos. Pasado el tiempo, los hijos han crecido y buscan venganza, cada cual en su respectiva personalidad y moralidad.

## Reparto
- Richard Harrison como Jeff Walker
- Fernand Sancho como Pedro Ramírez
- Gloria Milland como Louise Walker
- Claudio Undari como Chett Walker
- Miguel Palenzuela (bajo el seudónimo de Billy Hyden) como Brad Walker
- Gloria Osuna (bajo el seudónimo de Evelyn Merril) como Susan Westfall
- Luis Induni (bajo el seudónimo de Andrew Scott) como Sr. Westfall
- José Truchado como Palmer

## Argumento
En un rancho de Texas durante el ataque de unos bandidos, Clark Walker es asesinado frente a su esposa Louise y sus tres hijos pequeños, Jeff, Chett y Brad. La viuda jura que sus hijos un día vengarán a su padre. Veinte años después, los tres jóvenes han desarrollado personalidades diferentes: Chett, impulsado por el deseo de venganza de su madre, es violento y sin escrúpulos, mientras que Jeff es un firme defensor de la ley y el orden. Brad, el mayor y más sensato, siempre se ve obligado a calmar las frecuentes discusiones entre ambos. 
Una noche Chett mata a un hombre en un salón y se ve obligado a huir. Jeff también deja su hogar para convertirse en agente federal, mientras que Brad se queda con su madre. Transcurridos un par de años, Brad se ha casado y ha formado una familia, Jeff ha logrado su objetivo y Chett ahora es un pistolero ambulante.
Tras las huellas del asesino de su padre, Jeff viaja a Pima Creek, un pueblo al otro lado de la frontera. Allí descubre que el sheriff acaba de ser asesinado por un forajido. Acompañado por su asistente Pedro Ramírez, Jeff, disgustado por la falta de coraje del nuevo sheriff, toma su lugar y arresta al asesino de su predecesor. Mientras tanto, Chett mata a uno de los bandidos que atacaron el rancho y descubre que el asesino de su padre se llama Westfall. De regreso a casa, Chett convence a Brad de ir en busca de Westfall a Pima Creek, donde se encuentran con Jess. Sin embargo éste se sorprende al descubrir el nombre del asesino, ya que Westfall es el propietario de muchos negocios de la ciudad, además de ser el padre de Susan, la chica de la que se enamoró.
Entonces Jeff, como nuevo sheriff de la ciudad arresta a Westfall, quien también resulta ser el instigador del asesinato del anterior sheriff, pero el tribunal pospone el juicio debido a la falta de pruebas. Es entonces cuando Chett decide actuar solo y secuestra a Westfall para llevarlo ante su madre para que pueda reconocerlo. Durante el viaje, Westfall ataca a Chett, quien lo mata pero resulta mortalmente herido. Cuando logra llegar hasta su madre, muere poco después de recibir la confirmación de que Westfall era el asesino. Jeff, Brad y Pedro llegan demasiado tarde y sólo pueden lamentar la muerte de Chett.

## Producción
Tras ver el film Tierra Brutal de Michael Carreras rodado en Almería, el director Joaquín Romero Marchent quedó tan maravillado con el paisaje que decidió hacer su próxima película en el desierto almeriense. "Es la primera vez que descubrimos la posibilidad de que las películas se parecieran de verdad a lo que eran los western americanos", dijo Marchent.
El coste total de la película fue de 15.500.000 pesetas, siendo sufragado en un 70% por la productora española Centauro Films y el 30.ª restante puesto por el estudio italiano P.E.A. Fue una producción del propio director junto a Alberto Grimaldi, el que luego fuera productor de Sergio Leone.
La realización del film duró siete semanas, del 29 de julio al 15 de septiembre de 1963, siendo cuatro semanas en exteriores y tres en interiores. Los exteriores fueron principalmente en Almería, en Cabo de Gata y las ramblas de Rioja y Tabernas; en Madrid, concretamente Colmenar Viejo y Parla, y en Toledo. Las escenas de interiores fueron en los estudios Ballesteros de la capital española. Hay cierta polémica en esto, pues pese a que algunos aseguran que también se rodaron escenas en los estudios Incir De Paolis de Roma, la película se rodó íntegramente en España.
Otra hubo otra polémica con los créditos iniciales de la versión italiana, pues gran parte del elenco técnico español fue reemplazado por especialistas italianos que en realidad no trabajaron en absoluto en la película, creando algunos malentendidos.

## Distribución

### Fecha de lanzamiento
Las fechas de estreno internacional fueron:
- 8 de febrero de 1964 en Italia (I tre spietati)
- 4 de mayo en España
- 23 de octubre en Alemania Occidental (Abrechnung en Veracruz)
- 21 de marzo de 1966 en Dinamarca (Djævlesheriffen)
- 19 de mayo en México (Los tres implacables)
- 13 de octubre en Noruega
- 16 de enero de 1967 en Suecia (3 días)

## Recepción
La película fue un rotundo éxito de taquilla, poniendo de moda los westerns rodados en Almería. De hecho, con el dinero recaudado la productora italiana pagó el primer spaghetti western almeriense de Sergio Leone, Por un puñado de dólares.
La película fue recibida tibiamente por los críticos de la época. Leo Pestelli, de La Stampa, la calificó de «dirigida con un seguro sentido del espectáculo», pero subrayó su fuerte componente imitativo del western americano.  L'Unità en cambio criticó duramente la película, quejándose de que los objetivos espectaculares y la violencia sofocaban los motivos morales y juzgando la representación "truculenta y carente de dramatismo".